# Yomiuriland
Koordinaten: 35° 37′ 33″ N, 139° 31′ 7″ O
Das Yomiuriland (jap. よみうりランド, Yomiurirando) ist ein Freizeitpark in Japan. Er befindet sich auf dem Gebiet der Stadt Inagi in der Präfektur Tokio, mit einem kleinen Teil in Kawasaki in der Präfektur Kanagawa. Betrieben wird er von der Yomiuri Group, der Holdinggesellschaft des Medienunternehmens Yomiuri Shinbun.

## Lage
Der im Jahr 1964 eröffnete und seither mehrmals erweiterte Freizeitpark liegt im südlichen Teil des Tama-Hügellands, in der Nähe der privaten Universität Nihon Joshi Daigaku. Erreichbar ist er über zwei Bahnhöfe: Yomiuriland-mae an der Odakyū Odawara-Linie und Keiō-Yomiuri-Land an der Keiō Sagamihara-Linie. Zu letzterem führt der Sky Shuttle, eine Gondelbahn mit Achter-Kabinen, die auf einer Länge von 883 Metern einen Höhenunterschied von 44 Metern überwindet.

## Attraktionen
Im Yomiuriland gibt es mehr als 40 Fahrgeschäfte, die in sieben thematische Bereiche unterteilt sind. Dazu gehören ein Riesenrad sowie eine Achterbahn namens Bandit, die zum Zeitpunkt ihrer Inbetriebnahme im Jahr 1988 als höchste und schnellste Anlage der Welt galt. Ebenfalls in das Yomiuriland integriert ist das Erlebnisbad Pool WAI.

### Achterbahnen
| Name                                                   | Typ                                                     | Hersteller                 | Eröffnungsjahr | Weblinks |
| ------------------------------------------------------ | ------------------------------------------------------- | -------------------------- | -------------- | -------- |
| Bandit / バンデット                                    | Stahlachterbahn ohne Inversionen                        | Togo                       | 1988           |          |
| Lipovitan Rocket☆Luna / リポビタンロケット☆ルナ        | Suspended Coaster, Dunkelachterbahn, Familienachterbahn | Gerstlauer Amusement Rides | 2021           |          |
| Spin Runway / グッジョバ                               | Spinning Coaster, Dunkelachterbahn, Dark Ride           | Gerstlauer Amusement Rides | 2016           |          |
| Wan Wan Coaster Wandit / わんわんコースター わんデット | Familienachterbahn                                      | Hoei Sangyo                | 2005           |          |

#### Ehemalige Achterbahnen
| Name                                            | Typ                              | Hersteller                                  | Eröffnungsjahr   | Schließungsjahr  | Bemerkungen | Weblinks |
| ----------------------------------------------- | -------------------------------- | ------------------------------------------- | ---------------- | ---------------- | --- | -------- |
| Jet Shooter / ジェットシューター                | Stahlachterbahn ohne Inversionen | unbekannt                                   | 1968 oder früher | 1983 oder später | |          |
| Momonga Standing and Loop Coaster               | Stand-Up Coaster                 | Togo                                        | 1979             | 2021             | Die Bahn verfügte über zwei Züge, einen zum Sitzen und den anderen zum Stehen. Letzterer wurde 1982 ergänzt. Die Fahrgäste konnten somit wählen, ob sie die Bahn sitzend oder stehend fahren möchten. Der Name Momonga bezieht sich auf das Japanische Gleithörnchen. |          |
| SL Coaster                                      | Stahlachterbahn ohne Inversionen | Togo                                        | unbekannt        | 2011             | |          |
| Twist Coaster Robin / ツイストコースター ロビン | Stahlachterbahn mit Inversionen  | Sansei Yusoki                               | 2014             | 2014             | Die Bahn war nur im Jahr 2014 in Betrieb, stand aber noch bis 2016 im Park. |          |
| White Canyon / ホワイトキャニオン               | Holzachterbahn                   | Roller Coaster Corporation of America, Togo | 1994             | 2013             | |          |